# Rosengarten (Bern)

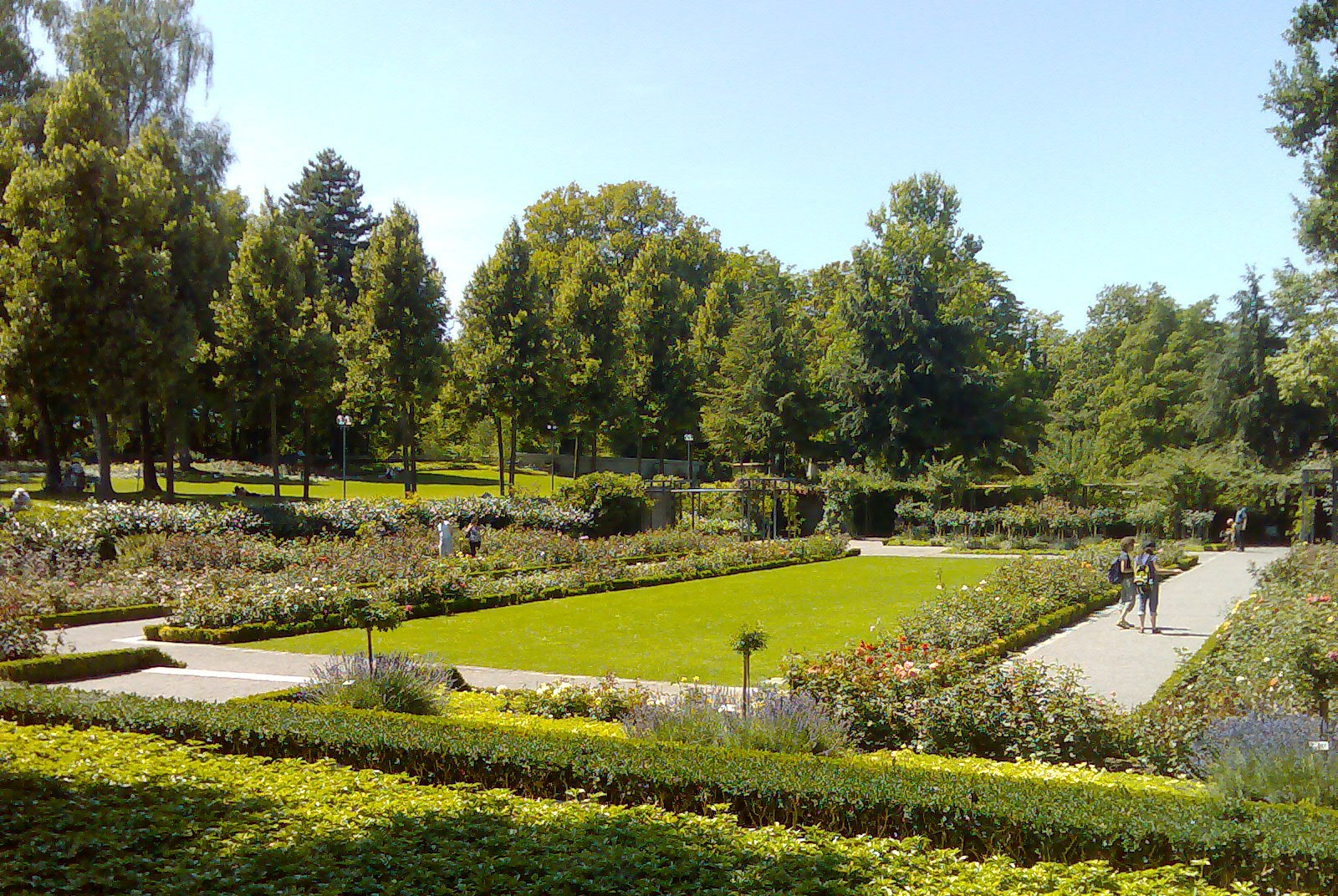
Teilansicht vom Park

Rosengarten (auch Rosegarte) ist der Name eines Quartiers der Stadt Bern. Es gehört zu den 2011 bernweit festgelegten 114 gebräuchlichen Quartieren und liegt im Stadtteil IV Kirchenfeld-Schosshalde, dort im statistischen Bezirk Schosshalde. Es liegt am Hang oberhalb der Aare und grenzt an Altenberg, Spitalacker, Beundenfeld/Baumgarten, Schönberg/Bitzius und Schosshalde/Obstberg.
Im Jahr 2022 lebten im gebräuchlichen Quartier 15 Personen.
Der Rosengarten ist ein Park der Stadt Bern, von dem aus man einen guten Blick auf die Berner Altstadt hat. Im Sommer sind rund 250 blühende Rosenarten zu sehen. Insgesamt sind über 400 Rosen- und Irisarten sowie 28 verschiedene Rhododendren sowie ein Seerosenteich zu besichtigen. Im Frühjahr ist die Kirschblüte japanischer Kirschbäume ein Höhepunkt. Von 1765 bis 1877 war es der Friedhof der Unteren Altstadt. Erst seit 1913 ist der Park eine öffentliche Anlage. Das Restaurant «Rosengarten» mit gutem Stadtblick von der Veranda oder der Terrasse befindet sich im Süden des Quartiers. Auch ein grosser Spielplatz und ein Lesepavillon sind vorhanden.
Die städtische Buslinie 10 verbindet mit dem Zentrum. Ein steilerer Fussweg führt vom Rosengarten hinunter zum Bärenpark, dort erreicht man die Buslinie 12.